# Atractotomus albidicoxis
Atractotomus albidicoxis är en insektsart som beskrevs av Reuter 1909. Atractotomus albidicoxis ingår i släktet Atractotomus och familjen ängsskinnbaggar. Inga underarter finns listade i Catalogue of Life.